# No homo
No homo är ett engelskt slanguttryck, som används som kommentar till ett yttrande, för att skingra misstankar om att den som talar skulle vara homosexuell. Frasen uppstod i afroamerikansk slang, och har nått spridning genom hiphop, bland annat genom kollektivet The Diplomats. No homo har kritiserats för att uttrycka homofobi, och har använts i satir och parodier.
Även svenska hiphop-artister, bland andra Alexis Weak, har använt uttrycket.